# تمزاوروت (آيت أحسن)
تمزاوروت هو دُوَّار يقع بجماعة آيت عادل، إقليم الحوز، جهة مراكش آسفي في المملكة المغربية. ينتمي الدوّار لمشيخة آيت أحسن التي تضم 11 دوار. يقدر عدد سكانه بـ 575 نسمة حسب الإحصاء الرسمي للسكان والسكنى لسنة 2004.

## روابط خارجية
- البوابة الوطنية للجماعات الترابية نسخة محفوظة 12 مارس 2018 على موقع واي باك مشين.
- المندوبية السامية للتخطيط